# Edoardo Zardini (ciclista)
Edoardo Zardini (Peschiera del Garda, 2 novembre 1989) è un ex ciclista su strada italiano con caratteristiche di scalatore, professionista dal 2013 al 2022.

## Carriera
Gareggia tra i Dilettanti Elite/Under-23 per cinque anni, dal 2008 al 2012, prima con la formazione rodigina (dal 2010 veronese) V.C. Mantovani/Mantovani-Cicli Fontana e poi, dal 2011 al 2012, con la bergamasca Colpack. Nelle cinque stagioni ottiene cinque successi, tra cui quello, da Elite, nella classifica generale del Giro delle Valli Cuneesi 2012.
Debutta da professionista nel 2013 con la Bardiani Valvole-CSF Inox di Roberto Reverberi: durante la stagione partecipa al Giro d'Italia e si piazza quindi quarto al Giro di Danimarca e sesto al Giro dell'Emilia. Ottiene il primo successo da pro al Giro del Trentino 2014, quando, nel corso della seconda tappa, va in fuga e resiste al ritorno degli uomini di classifica. Dopo aver corso ancora il Giro d'Italia, nel settembre dello stesso anno torna al successo vincendo la terza frazione del Tour of Britain. Nell'occasione attacca in salita, resiste agli scatti di Nicolas Roche e poi stacca l'irlandese in vista dell'ultimo chilometro. I risultati colti gli valgono la convocazione in Nazionale, seppur da riserva, per la prova in linea Elite dei campionati del mondo di Ponferrada.
Nelle stagioni seguenti non coglie ulteriori vittorie: ottiene però alcuni piazzamenti Top 10 in semiclassiche del calendario italiano e in brevi corse a tappe, e partecipa ad alcune edizioni del Giro d'Italia.

## Palmarès

### Strada
- 2009 (Team Mantovani Brilla, una vittoria)

Schio-Ossario del Pasubio
- 2010 (Mantovani Cycling Team-Cicli Fontana, una vittoria)

Trofeo MP Filtri
- 2012 (Team Colpack, tre vittorie)

Memorial Gerry Gasparotto
Classifica generale Giro delle Valli Cuneesi
Trofeo MP Filtri
- 2014 (Bardiani-CSF, due vittorie)

2ª tappa Giro del Trentino (Limone sul Garda > San Giacomo di Brentonico)
3ª tappa Tour of Britain (Newtown > The Tumble)

## Piazzamenti

### Grandi Giri
- Giro d'Italia

2013: 138º
2014: 53º
2015: 82º
2018: non partito (7ª tappa)
2020: 96º
2022: 78º

### Classiche monumento
- Milano-Sanremo

2015: 119º
2018: 64º
2022: 113º
- Giro di Lombardia

2014: 32º
2015: 22º
2016: ritirato
2017: ritirato
2018: 77º
2019: ritirato
2021: 72º

### Competizioni mondiali
- Campionati del mondo

Ponferrada 2014 - In linea Elite: riserva